# 烷基化單元

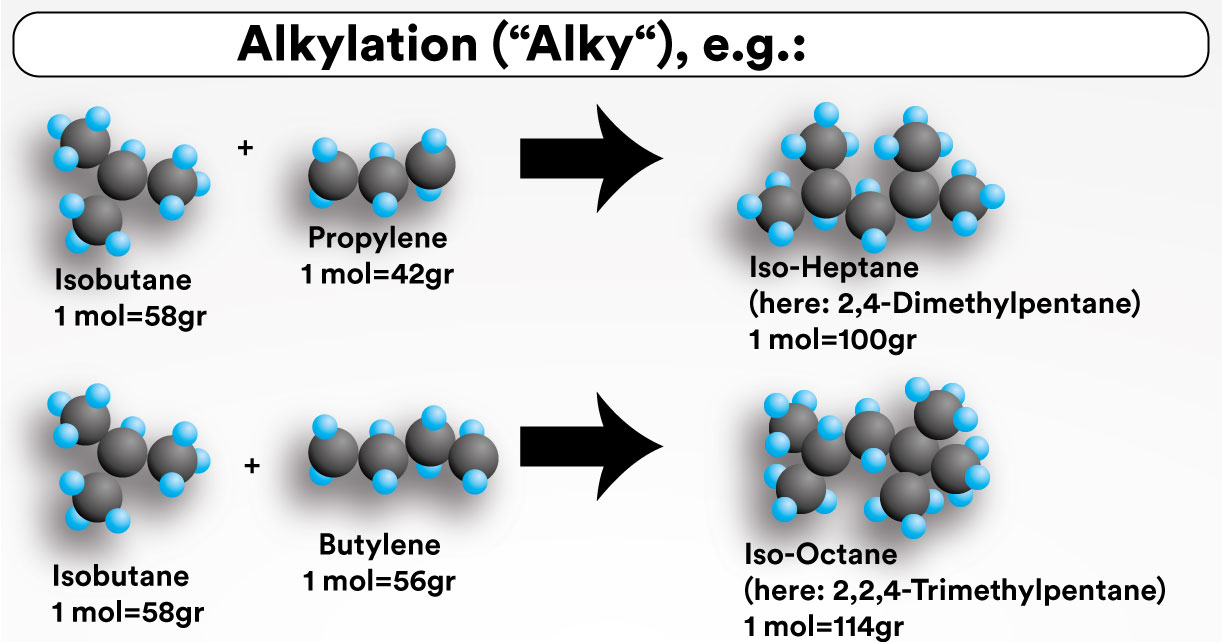
烷基化单元的两个主要化学过程

烷基化單元（英語：alkylation unit）是煉油廠所使用的一種轉化程序，用於將異丁烷和低分子量烯烴（主要為丙烯和丁烯混合物）烷基化成為具有高辛烷值的汽油組分。該程序在強酸（如硫酸或氫氟酸）催化下進行；因此根據所使用的酸不同，可細分為硫酸烷基化單元（SAAU）和氫氟酸烷基化單元（HFAU）等。
由於原油在汽油範圍內通常只含有10－40%的烴類成分，因此煉油廠通常採用流化催化裂化單元（FCCU）將高分子量烴類轉化為更小且更易揮發的化合物，並將其轉化為液體汽油規格的烴類。烷基化程序係將低分子量烯烴和異鏈烷烴分子轉化成具有高辛烷值的大型支鏈烷烴。儘管FCCU是現代煉油廠非常普遍的單元，但烷基化單元在煉油廠中卻不常見。截至2010年，世界上仍有國家未裝載烷基化程序。
烷基化物係具有高辛烷值的支鏈烷烴（多為異庚烷和異辛烷）混合物。烷基化物具有優異的抗爆性和清潔燃燒性，是一種優質的汽油調和油料。烷基化物的辛烷值主要取決於所用烯烴的種類和操作條件。例如，異辛烷是丁烯與異丁烷結合的產物，根據定義其辛烷值為100。不過，在烷基化程序的流出物中還有其餘產物，辛烷值因而會相應變化。